# Коженювка (Підляське воєводство)
Коженювка (пол. Korzeniówka) — село в Польщі, у гміні Дідковичі Сім'ятицького повіту Підляського воєводства.
Населення — 158 осіб (2011).
У 1975-1998 роках село належало до Білостоцького воєводства.

## Демографія
Демографічна структура станом на 31 березня 2011 року:
|          | Загалом | Допрацездатний вік | Працездатний вік | Постпрацездатний вік |
| -------- | ------- | ------------------ | ---------------- | -------------------- |
| Чоловіки | 79      | 16                 | 48               | 15                   |
| Жінки    | 79      | 14                 | 49               | 16                   |
| Разом    | 158     | 30                 | 97               | 31                   |